# Gojira
Gojira er et fransk heavy metal-band, som blev dannet i Ondres i 1996. Bandets oprindelige navn var Godzilla, hvilke de spillede under indtil 2001.

## Historie

### Tidlige år
Bandet blev dannet i 1996 af brødrene Joe og Mario Duplantier sammen med guitaristen Christian Andreu. Kort efter fandt deres bassist i Alexandre Cornillon, som var en af Andreus venner. De valgte herefter navnet Godzilla. Over de næste to år spillede de shows og udgav to demoer på kassettebånd i deres lokalområde i det sydvestlige Frankrig. I 1998 forlod Cornilion bandet, og han blev erstattet af Jean-Michel Labadie. De fire medlemmer har været med siden der.
I 2001 arbejdede bandet på deres første studiealbum, og som resultat blev de nødt til at ændre deres navn på grund af ophavsretsproblemer. De valgte her at skifte til navnet Gojira, hvilke var det oprindelige japanske navn for Godzilla, før at det blev til Godzilla. I marts 2001 udgav de deres debutalbum,Terra Incognita. To år senere udgav de deres andet album, The Link, og gennem disse to album blev de etableret på den franske metalscene.

### Gennembrud
Gojiras store gennembrud kom dog ved deres tredje album, From Mars to Sirius, som blev udgivet i september 2005. Albummet modtog anmelderros, og modtog også opmærksomhed fra udlandet, som etablerede bandet på en international scene. Efter udgivelsen af albummet tunerede bandet for første gang i flere lande, herunder Nordamerika.
Successen blev efterfulgt af deres fjerde album The Way of All Flesh i september 2008, hvilke også modtog positive anmeldelser.

### Stilistisk udvikling
Fire år efter deres forrige album, så udgav de i juni 2012 deres femte album L'Enfant Sauvage. Albummet modtog også anmelderros, men denne især som resultat af eksperimenter, da Gojira bevægede sig imod en mere progressiv lyd i forhold til den teknisk dødsmetal som havde domineret deres første albummer.
Gojira fortsatte i denne retning ved deres sjette album Magma, som blev udgivet i juni 2016. På Magma tog gruppen total afstand fra deres dødsmetal rødder, og omfavnede i stedet yderlig progressiv, men også groove og post-metal indflydelse. Albummet blev generelt positivt modtaget, dog de stilistiske ændringer resulterede i utilfredshed hos nogle fans. Albummet blev nomineret til en Grammy Award for bedste rockalbum, hvilke dog endte med at gå til Cage The Elephant.
Gojira fortsatte med de stilistiske ændringer på deres syvende album Fortitude, som udkom i april 2021.

## Aktivisme
Gojira har aktivt promoveret flere sager i deres karriere, men har især fokuseret på klimaforandring og dyrebevaring. Bandet har arbejdet sammen med flere organisationer med fokus på disse mål, mest notabelt Greenpeace og Sea Shepherd. Flere af deres sange omhandler også klimamæssige emner, som "Toxic Garbage Island" fra The Way of All Flesh, som omhandler affaldsøen i det Nordlige Stillehav og "Amazonia" fra Fortitude som omhandler skovrydning af Amazonas og de indfødtes rettigheder i Brasilien. 

## Medlemmer

### Nuværende medlemmer
- Joe Duplantier - sang, rytmeguitar (1996–)
- Mario Duplantier - trommer (1996–)
- Christian Andreu - leadguitar (1996–)
- Jean-Michel Labadie - basguitar (1998–)

### Tidligere medlemmer
- Alexandre Cornillon - basguitar (1996–1998)

## Diskografi
Studiealbum
- Terra Incognita (2001)
- The Link (2003)
- From Mars to Sirius (2005)
- The Way of All Flesh (2008)
- L'Enfant Sauvage (2012)
- Magma (2016)
- Fortitude (2021)